# Есть, капитан!
«Есть, капитан!» — советский немой художественный фильм 1930  года, снятый режиссёром Александром Ивановым. 
Премьера фильма состоялась 14 ноября 1930 года. Фильм считается утраченным.

## Сюжет
Советское судно «Советская республика» встало на ремонт в одном из зарубежных портов. Судно получило повреждение при попытке помочь в сильный шторм американскому судну «Арканзас». 
Советские моряки привели судно в ближайший порт. Выясняется, что в котле образовалась течь. Они решают не обращаться за внешней помощью из-за желания сэкономить валюту. Ремонт проходит удачно.

## В ролях
- Лев Бутаринский— капитан
- Алексей Горюшин— секретарь коллектива
- Фёдор Славский— председатель судового комитета
- И. Антоненко  — штурманский ученик
- Ксана Кляро— буфетчица
- Николай Фомин — матрос
- Георгий Фрикен — матрос
- Арнольд Арнольд— провокатор
- Андрей Апсолон— эпизод
- Борис Феодосьев— игрок (нет в титрах)

## Съёмочная группа
- Режиссёр: Александр Иванов
- Сценаристы: Владимир Гранатман, Александр Иванов и Михаил Шапиро
- Оператор: Юрий Стилианудис и Борис Хренников
- Художник: Борис Дубровский-Эшке

## Критика
Киновед  Леонид Муратов отмечал, что фильм «оказался в русле ведущей документальной тенденции своего времени». Он называл киноленту очень несовершенной, прямолинейной и схематичной. При этом он писал, что «даже при такой художественной слабости картина всё же даёт представление о направлении режиссёрских поисков Иванова», находя в ней «ряд точек соприкосновения … с более поздними работами режиссёра».